# Rybarzowice (przystanek kolejowy)
Rybarzowice – nieczynny wąskotorowy przystanek osobowy w Rybarzowicach, w gminie Bogatynia, w powiecie zgorzeleckim, w województwie dolnośląskim, w Polsce. Została otwarta w 1884 roku. Zlikwidowany został w 1964 roku. Obecnie na miejscu przystanku znajduje się odkrywka Kopalni Węgla Brunatnego Turów.